# Tianguá
Tianguá là một đô thị thuộc bang Ceará, Brasil. Đô thị này có diện tích 908,893 km², dân số năm 2007 là 64297 người, mật độ 70,74 người/km².